# Amazing Blondel
Amazing Blondel war eine britische Folk-Rock-Gruppe, die mit Pseudo-Renaissance-Kompositionen im Stil der Lautenmusik des Elisabethanischen Zeitalters in den frühen 1970er Jahren bekannt wurde.

## Besetzung
- John David Gladwin: zwölfsaitige Gitarre, Laute, Kontrabass, Theorbe, Tabor (Trommel), Glockenspiel.
- Terence Alan Wincott: sechssaitige Gitarre, Harmonium, Flöten, Okarina, Congas, Krummhorn, Pfeifenorgel, Tabor, Spinett, Klavier, Mellotron, Bongos, Perkussion.
- Edward Baird († Januar 2025): Laute, Glockenspiel, Zither, Hackbrett, zwölfsaitige Gitarre, Perkussion.

## Geschichte
Die Gruppe Amazing Blondel ging aus einer Rockband namens Methuselah hervor, die in der englischen Stadt Lincoln gegründet worden war. Als die beiden Musiker Terry Wincott und John David Gladwin bei einem Konzert akustische, an traditionelle Melodien angelehnte Songs spielten, war das Publikum dermaßen begeistert, dass sie beschlossen, nur noch diesen Stil zu pflegen. Sie wählten den Namen Amazing Blondel und nahmen gemeinsam mit Studiomusikern eine Platte gleichen Namens auf. Zwar kam die Gruppe damit nicht über eine regionale Bekanntheit hinaus, aber der Shepherd's Song blieb jahrelang durch eine humorvolle Live-Version ein Höhepunkt der Konzerte. Durch die Vermittlung des Bassisten der Gruppe Free, Andy Fraser, kam ein Plattenvertrag mit der Firma Island zustande. Nun schloss sich Edward Baird der Gruppe an. Die Arrangements wurden ausgefeilter und die Platte Evensong enthielt zum ersten Mal den typischen pseudo-elisabethanischen Sound.
Amazing Blondel spielten ausschließlich eigene Songs, die jedoch geschickt auf die traditionelle englische Musik zurückgriffen. Neben Liebesliedern besangen sie ihre Heimat Lincolnshire. Alle drei Musiker waren Multi-Instrumentalisten und spielten so ungewöhnliche Instrumente wie Laute (Theorbe), Krummhorn, Zither und Harmonium, getragen von Zusammenspiel zweier akustischer Gitarren und einem ausgefeilten Harmoniegesang. Da es keine Schlaginstrumente gab, könnte man die Gruppe auch dem Folk zuordnen, aber anders als beispielsweise Steeleye Span spielten Amazing Blondel keine neu arrangierten Traditionals, sondern ausschließlich eigene Kompositionen. Spektakulär ist die zwanzigminütige Suite Fantasia Lindum vom gleichnamigen Album, bei der einzelne Songs durch Tänze und das wiederkehrende Grundthema miteinander verbunden waren. Obwohl die Gruppe erfolgreiche Europa-Tourneen unternahm, gelang ihr nie der große Durchbruch, weil ein durchschlagender Hit fehlte.
Nach der Aufnahme des Albums England verließ John David Gladwin 1973 die Gruppe, die anschließend einen allmählichen Stilwechsel vollzog und mit rockigeren Songs zu reüssieren suchte. Das Folgealbum 'Blondel'  bot den wohlbekannten Stil der Gruppe in leicht modernisierter Form, ergänzt durch Schlagzeug. Nach dem Weggang von John Gladwin hatte sich Eddy Baird als hauptsächlicher Songwriter etabliert. Obwohl die verbliebenen Bandmitglieder Edward Baird und Terry Wincott zusammen noch mehrere Alben einspielten, blieb der Erfolg letztlich aus, und die Band löste sich im Jahr 1977 auf.
Zwanzig Jahre später erwachte ein neues Interesse bei den Fans, als die Alben der Gruppe von der Firma Edsel auf CD veröffentlicht wurden. Nun entschlossen sich die Musiker zu einer neuen Aufnahme in der ursprünglichen Besetzung. Mit der CD Restoration knüpfte Amazing Blondel an die Platten der frühen 1970er Jahre an, ohne deren Finesse noch einmal zu erreichen. Sporadisch verzeichnete die Gruppe auch Live-Auftritte, vor allem in England, Skandinavien und Italien.
Amazing Blondel machte Musik mit einem unverwechselbaren Stil und setzte im englischen Folkrock der frühen 1970er Jahre eigene Akzente, obwohl sie immer im Schatten bekannterer Folk-Rock-Bands wie Fairport Convention oder Steeleye Span standen.

## Diskografie
- 1970: The Amazing Blondel (auf CD wiederveröffentlicht unter dem Titel The Amazing Blondel & a Few Faces)
- 1970: Evensong
- 1971: Fantasia Lindum
- 1972: England
- 1973: Blondel
- 1974: Mulgrave Street
- 1975: Inspiration
- 1976: Bad Dreams
- 1997: Restoration
- 2010: The Amazing Elsie Emerald

### Live-Alben
- 1977: Live in Tokyo (Der Albumtitel ist irreführend; die Aufnahmen stammen von einer Europa-Tournee)
- 1996: A Foreign Field That Is Forever England (Aufnahmen von der Europatournee 1972/73)
- 2011: Dead/Live in Transylvania (Live-Album)

### Anderes
- 2004: Going Where The Music Takes Me (Live & Studio Archive recordings From The 60's To the 80's) (2-CD & DVD) (Kompilation mit 38 unveröffentlichten Aufnahmen, die jedoch von den einzelnen Musikern stammen und nicht von der Gruppe)